# Philatélie fiscale
La philatélie fiscale est la branche de la philatélie qui se consacre à la collection et à l'étude des timbres fiscaux.

## Éléments relevant de la philatélie fiscale
Les timbres fiscaux ont historiquement d'abord été fixes (papier timbré), puis mobiles (Timbre fiscal mobile).

### Papier timbré

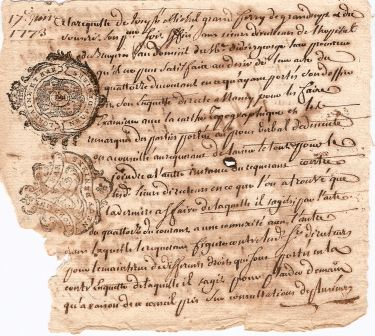
Document de 1773 sur papier timbré du duché de Lorraine

Les premiers timbres fiscaux ont fait leur apparition sous l'Ancien Régime, dans le cas de la France, sous Louis XIV, en 1673, sous la forme des empreintes apposées sur certains actes par une autorité publique. Ces empreintes représentaient l'encaissement d'une taxe, ou « droit de timbre », par cette autorité, en vue de faire payer l'enregistrement de cet acte, ou l'attestation de sa conformité à un document original. Le document revêtu de cette empreinte ou timbre a immédiatement été qualifié de papier timbré. On peut le désigner aussi, par analogie avec la terminologie de philatélie postale, comme un "entier fiscal".

### Timbre fiscal mobile
Le timbre fiscal mobile n'allait apparaître que plus tard en France, à la suite des timbres-poste. Dans le cas de la France, les premiers fiscaux mobiles ne sortirent qu'en 1860, avant d'être collectionnés à leur tour, alors que la collection des timbres-poste avait déjà fait son apparition. Aussi ses premiers adeptes associèrent-ils volontiers dans leurs albums les timbres fiscaux mobiles à leurs figurines postales, d'autant qu'à cette époque, ils n'avaient encore, même en collectionnant le monde entier, que peu de matériel postal à se mettre sous la dent.

### Timbre socio-postal
Il est d'usage d'associer à la collection des timbres fiscaux, celle des timbres socio-postaux. Le timbre socio-postal sert, en effet, à constater le règlement d'une contribution sociale par les salariés et employeurs. Si pour les salariés ce versement garantit une indemnité de maladie ou de retraite, il n'implique aucune contrepartie pour les employeurs et revêt donc à leur égard un caractère parafiscal. Cependant, comme ces figurines étaient aussi imprimées et vendues par la poste, elles peuvent tout aussi bien figurer dans une collection de timbres-poste.

### Oblitération fiscale
Les timbres fiscaux et les timbres socio-postaux doivent être annulés par des oblitérations, selon les cas publiques ou privées, manuscrites ou au cachet, afin de ne pouvoir être utilisés qu'une seule fois.

## Difficultés à surmonter en philatélie fiscale
Utilisatrice du papier timbré depuis Louis XIV (1673), la France n'émit ses premiers timbres fiscaux mobiles qu'en 1860, et c'est alors seulement que la Philatélie fiscale apparut, et fut immédiatement associée à la philatélie postale par les pères de la Philatélie.
Mais les fiscaux n'étaient pas facilement accessibles : en effet, autant il était aisé de séparer immédiatement les timbres poste de leurs lettres, autant il était inconcevable de détacher avant de longues années les timbres-fiscaux des documents sur lesquels ils étaient apposés. Par ailleurs certains d'entre eux comportaient des valeurs faciales élevées en francs-or, marks-or ou Livres Sterling, qui décourageaient d'en acquérir des séries complètes neuves. C'est pourquoi, la philatélie fiscale, n'a pas attiré autant de spécialiste que la philatélie postale, et a même presque disparu après la Première Guerre mondiale, avant de renaître spectaculairement dans le monde entier, depuis 1980.

### Ouvrages philatéliques sur les papiers timbrés (ou entiers fiscaux)
Certains des ouvrages ci-dessous ont été reproduits et complétés, ou édités par la Société française de philatélie fiscale (SFPF)à l'intention de ses membres. Pour tous renseignements, voir site SFPF, sur internet: 

#### Ouvrages documentaires
- L. Salfranque, Le Timbre à travers l'histoire (réédité SFPF),1890.
- Alexandre Devaux, Les papiers et parchemins timbrés de France : Ancien Régime, 1673-1791, Lille, 1911, paru initialement dans la revue Le Vieux Papier, entre 1905 et 1911. Réactualisation complète numérotée, largement complétée par Robert Geoffroy et Yves Morelle, SFPF, Paris 2012.

#### Catalogues
- S. d'Agata et autres, Catalogue des papiers officiels de Dimension, 1791-1959, SFPF, Paris 1991.
- D. Barbero, Étude tarifaire des papiers timbrés officiels de Dimension de 1791 à 1960, SFPF, Paris 1994.
- M. Lange, Nomenclature des papiers timbrés de Dimension, SFPF, Paris 1987.
- J. Martinage, Catalogue des empreintes à l'extraordinaire de Dimension, période 1791-1870, Paris, SFPF, 1997.
- C. Munch, Catalogue des papiers timbrés (entiers fiscaux) d'Alsace-Lorraine, 1870-1944, Paris SFPF, 2003.

### Ouvrages philatéliques sur les timbres fiscaux mobiles

#### Ouvrages documentaires
- Philippe de Bosredon du Pont, Monographie des timbres fiscaux mobiles de France (réédité par la SFPF), Mahé, 1874.
- Prof. Yves M. Danan, Histoire des timbres fiscaux d'Alsace-Lorraine, Paris, SFPF, 1993.
- M.A. Fradois, Études de M.A. Fradois, 3 vol. (sur les timbres de Dimension, d'Effets de commerce, de Quittances, de Role d'Equipages, de Copies, de Connaissements, d'Affiches, de récépissés de Chemins de Fer et d'articles d'argent), SFPF, Paris 1983.

##### Timbres socio-postaux
- Yves Maxime Danan : Les Timbres socio-postaux d’Alsace-Lorraine, SPAL, Strasbourg, 2003 et SFPF, Paris, 2003 (peut être obtenu à la SPAL ou à la SFPF).

#### Catalogues
- Tome I - Maghreb : Algérie, Maroc, Tanger, Tunisie - par le CEPF
- Tome II - Afrique Équatoriale : Afrique Equatoriale française, Cameroun, Congo, Gabon, Oubangui-Chari, Tchad  -  par le CEPF
- Tome III - Afrique de l’Est et de l’Océan Indien : Les Comores, La Côte Française des Somalies, Diego-Suarez, Madagascar, Nossi-Bé, La Réunion, Territoire des Afars et Issas -  par le CEPF
- Tome IV - Afrique Occidentale Française -   1re partie : Afrique Occidentale Française, Côte d'Ivoire, Dahomey, Dakar, Guinée -  par le CEPF
- Tome IV - Afrique Occidentale Française -  2e partie : Haut Sénégal et Niger, Haute-Volta, Mauritanie, Niger, Sénégal, Soudan, Togo - -  par le CEPF
- Tome V - Amérique – Océanie : Guadeloupe, Guyane, Martinique, Nouvelle-Calédonie, Océanie, Polynésie, Wallis et Futuna -   par le CEPF
- Tome VI – Inde : Inde, Union Indienne -  par le CEPF
- Tome VII – Indochine : Annam, Cambodge, Indochine, Laos, Tonkin, Viet Nam-  par le CEPF

##### Timbres fiscaux du Monde
- Yvert et Tellier et A. Forbin, Catalogue de timbres fiscaux (du Monde), Yvert et Tellier, Amiens, 1915.
- The Canadian Stamp Catalogue, E.S.J. van Dam, 2000
- Catalogue of the revenue stamps and telegraph & Telephone of Canada, Sisson, 1964

##### Timbres fiscaux de France et Colonies
- France : Yvert et Tellier et SFPF, Catalogue des timbres fiscaux et socio-postaux de France et de Monaco, édition Yvert et Tellier, Amiens, 2012.
- France : Catalogue des timbres fiscaux locaux et spéciaux de France et de Monaco, SFPF, 2003.
- Colonies françaises : Donald Duston, French Colonies Revenues (and former colonies now independant), Peru (ill.), États-Unis (cotes en $):
  - Part I: North African Colonies & Middle-East,2000.
  - Part II: Sub-Sahara colonies in Africa, 1987-88.
  - Part III: Mid-East colonies, 1989.
  - Part IV Far-East Colonies, 1990.
  - Part V Miscellanous & Islands colonies,1987-88.